# Apocephalus trifidus
Apocephalus trifidus är en tvåvingeart som beskrevs av Brown 2000. Apocephalus trifidus ingår i släktet Apocephalus och familjen puckelflugor. Inga underarter finns listade i Catalogue of Life.